# Safia Farkash
Safia Farkash (nacida el-Brasai) es la viuda del exlíder libio Muammar el Gadafi, y madre de siete de sus ocho hijos biológicos. De todas las primeras damas cuyos maridos han sido derrocados en la Primavera Árabe (Leila Ben Ali y Suzanne Mubarak), Safia destacaba por la enorme riqueza independiente que poseía, que se reporta en 30 mil millones de dólares estadounidenses, y por su gran influencia dentro de la Yamahiriya.

## Juventud
Hay dos teorías diferentes sobre su origen, pero ninguna de ellas se ha podido confirmar, ya que, Safia, a diferencia del clan de Gadafi, no solía acaparar tanta fama ya que era de bajo perfil.
La primera sostiene que habría nacido en una familia de una tribu del Este de Libia, en la localidad de Al Baida, y que se habría formado como enfermera. 
De acuerdo con las demás fuentes, Safia habría nacido en Mostar, Bosnia y Herzegovina, bajo el nombre Zsófia Farkas, teniendo además un origen croata y húngaro.

## Encuentro con Gadafi
Safia habría conocido a Gadafi estando hospitalizada de apendicitis en 1971. Apenas se conocen detalles sobre cómo fue su encuentro con el Coronel, pero en el mismo año ya se habría casado con él en Trípoli, siendo así la segunda esposa del exlíder libio.

## La familia Gadafi
Ella se hizo cargo del hijo que tuvo Gadafi en su primer matrimonio, Muhammad el Gadafi. Más tarde tuvo con él otros siete hijos, entre ellos el presunto sucesor de Gadafi, Saif al Islam.
También adoptó a una niña, llamada Hana.
Todos ellos vivían juntos en el complejo militar de Bab al-Azizia.

## Guerra civil libia de 2011
Safia se quedó con su esposo y su familia durante la guerra civil libia de 2011, en su casa de Trípoli. 
Los gobiernos de Francia y del Reino Unido llevaron una ronda de sanciones en la ONU, que congelaron en torno a 18 mil millones de libras en control del Estado y personalmente de Farkash. En mayo de 2011, dio su primera entrevista de prensa mediante un teléfono móvil a la cadena CNN, apoyando al régimen de su marido.
El 27 de agosto, cuando los rebeldes tomaron Trípoli, ella y sus hijos Moatassem, Hanibal y Aisha, (esta última estando embarazada) abandonaron el país con ruta a Argelia en un convoy compuesto de seis Mercedes-Benz blindados a través de la ciudad fronteriza de Ghadames a las 8:45 hora local, tal y como confirma el representante de Argel ante la ONU.